# Kleinglockner
Kleinglockner to wierzchołek w masywie Glocknergruppe, w Wysokich Taurach w Alpach Wschodnich. Leży na granicy dwóch austriackich krajów związkowych: Tyrolu (dokładnie Tyrol Wschodni) i Karyntii.
Kleinglockner to niższy wierzchołek góry, której najwyższym szczytem jest Grossglockner. Od Grossglocknera oddziela go przełęcz Glocknerscharte. 
Pierwszego wejścia, 25 sierpnia 1799 r., dokonali Martin Klotz, Sepp Klotz, Sigmund von Hohenwart i Johann Zopoth.